# Budka Suflera
Budka Suflera (deutsch: Budka = Bude oder Häuschen; Sufler = Souffleur; also: Souffleurkasten) war eine polnische Rockband.

## Geschichte
Die Band, gegründet in Lublin, existiert offiziell seit 1974, als man eine Coverversion des Hits Ain’t No Sunshine von Bill Withers, mit dem eigenen Titel Sen o dolinie, auf den Markt brachte. Die Anfänge reichen jedoch bis ins Jahr 1969 zurück. Damals begannen der Sänger Krzysztof Cugowski, der Gitarrist Krzysztof Brozi und der Bassist Janusz Pędzisz. Bald kam der Schlagzeuger Jacek Grün dazu und man spielte Blues und coverte John Mayall, Jimi Hendrix und Led Zeppelin. Es folgten Produktionen beim polnischen Rundfunk und Liveauftritte bei lokalen Veranstaltungen. Eine Platte kam jedoch nicht zustande und die Gruppe löste sich wieder auf. Cugowski gab jedoch nicht auf und stellte eine neue Band zusammen, deren Besetzung in den nächsten Jahren häufiger wechselte.
1976 nahm die Band am Internationalen Schlagerfestival Dresden teil und trat in rund, der Jugendsendung des DDR-Fernsehens, auf. In den 1980er und 1990er Jahren arbeitete Budka Suflera mit der Sängerin Urszula zusammen, die auf diese Weise ihre Karriere startete. Die Band gab weltweit Konzerte und reiste Anfang 2000 für Plattenaufnahmen in die Vereinigten Staaten.
2014 gab die Band ihre Auflösung zum Ende des Jahres bekannt.
Das musikalische Schaffen von Budka Suflera ist heute vollständig auf CD erschienen.

## Diskografie

### Alben
- Cień wielkiej góry (1975)
- Przechodniem byłem między wami (1976)
- Na brzegu światła (1979)
- Ona przyszła prosto z chmur (1980)
- Za ostatni grosz (1982)
- 1974–1984 (1983)
- Czas czekania – czas olśnienia (1984)
- Giganci tańczą (1986)
- American Tour (1987)
- Ratujmy co się da (1988)
- Greatest Hits (1992)
- 4 Pieces To Go (1992)
- Cisza (1993)
- Underground (1993)
- Budka w Operze, Live From Sopot ’94 (1995)
- Noc (1995)
- Nic nie boli, tak jak życie (1997)
- Akustycznie (1998)
- Greatest Hits II (1999)
- Antologia 74–99 (1999)
- Bal wszystkich świętych (2000, PL: ×2Doppelplatin )
- Live At Carnegie Hall (2000)
- Mokre oczy (2002, PL: Gold)
- The Best Of … (2002)
- Najpiękniejsze kolędy (Budka Suflera) (2002)
- Palę sobie (2003)
- Posłuchaj sobie (2003)
- Jest (2004)
- Leksykon Budki Suflera (2005)
- Zawsze czegoś brak (2009)
- 10 lat samotności (2020)
- Skaza (2023)

### Singles
- Szalony koń (1975)
- Jest taki samotny dom (1976)
- Z dalekich wypraw (1976)
- Sekret (1980)
- Nie wierz nigdy kobiecie (1982)
- Memu miastu na do widzenia (1982)
- Jolka, Jolka pamiętasz (1982)
- Czas ołowiu (1982)
- Sen o dolinie (1983)
- Za ostatni grosz (1984)
- Nic nie boli, tak jak życie
- Takie tango (1997)
- Strefa półcienia (1997)
- Głodny (1997)
- Martwe morze (1998)
- Memu miastu na do widzenia (1998)
- W niewielu słowach (1999)
- V bieg (1999)
- Bal wszystkich świętych (2000)
- Świat od zaraz (2000)
- Kiedy rozum śpi (2000)
- Jego jest tron (2000)
- Solo (2002)
- Mokre oczy (2002)
- Na pocztówce z Kalifornii (2002)
- Pokonamy fale(2005)
- Zgubiłem cię(2005)
- Zostań jeszcze(2008)
- Sięgnąć gwiazd (2009)
- Tylko dla orłów (2013)

### Veröffentlichungen auf Samplern
- Fang neu an (1977), Rhythmus ’77 (Amiga)
- Herrliche Berge (1995), Beatkiste Vol. 2 (Barbarossa)
- Die blaue Taube (1996), Beatkiste Vol. 3 (Barbarossa)